# Paranemastoma longipalpatum
Espèce
Synonymes
- Nemastoma longipalpatum Roewer, 1951

Paranemastoma longipalpatum est une espèce d'opilions dyspnois de la famille des Nemastomatidae.

## Distribution
Cette espèce est endémique des îles Ioniennes en Grèce. Elle se rencontre sur Céphalonie.

## Description
Le mâle holotype mesure 5 mm.

## Systématique et taxinomie
Cette espèce a été décrite sous le protonyme Nemastoma longipalpatum par Roewer en 1951. Elle est placée dans le genre Paranemastoma par Schönhofer en 2013.

## Publication originale
- Roewer, 1951 : « Über Nemastomatiden. Weitere Weberknechte XVI. » Senckenbergiana, vol. 32, p. 95–153.